# The Mountain Goats
The Mountain Goats est un groupe américain formé à Claremont (Californie), par l'auteur-compositeur-interprète John Darnielle. Le groupe est actuellement basé à Durham, en Caroline du Nord. Sa composition actuelle comprend, en plus de Darnielle, le bassiste Peter Hughes (depuis 1997), le batteur Jon Wurster (depuis 2008), et le multi-instrumentiste Matt Douglas (depuis 2015).
Dans les années 1990, les Mountain Goats sont connus pour leurs productions lo-fi, enregistrées avec du matériel non-professionnel (dont notamment une radio-cassette), souvent publiées au format cassette,. Depuis le début des années 2000, les Mountain Goats enregistrent cependant la majorité de leurs albums en studio avec un groupe complet,.

## Historique

### Débuts
Darnielle sort son premier enregistrement sous le nom de Mountain Goats (Taboo VI: The Homecoming, chez Shrimper Records) en 1991,. Le nom du groupe est une référence à la chanson Yellow Coat de Screamin' Jay Hawkins,. Pendant les premières années du groupe, Darnielle est souvent accompagné d'une partie des membres du groupe de reggae féminin Casual Girls (connue sous le nom de Bright Mountain Choir). Rachel Ware, l'une de ses membres, continue à accompagner Darnielle à la basse, en concert et en studio, jusqu'en 1995,.
Les cinq premières années de la carrière des Mountain Goats voient une production prolifique de chansons publiées sous différents formats, souvent en nombre limité. Les cassettes produites pendant cette période incluent The Hound Chronicles, Transmissions to Horace, Hot Garden Stomp, Taking the Dative et Yam, the King of Crops.
En 1994, les Mountain Goats sortent leur premier album studio (LP), Zopilote Machine, avec Ajax Records.

### Sweden,Nothing for Juice,Full Force GalesburgetThe Coroner's Gambit(1995-2000)

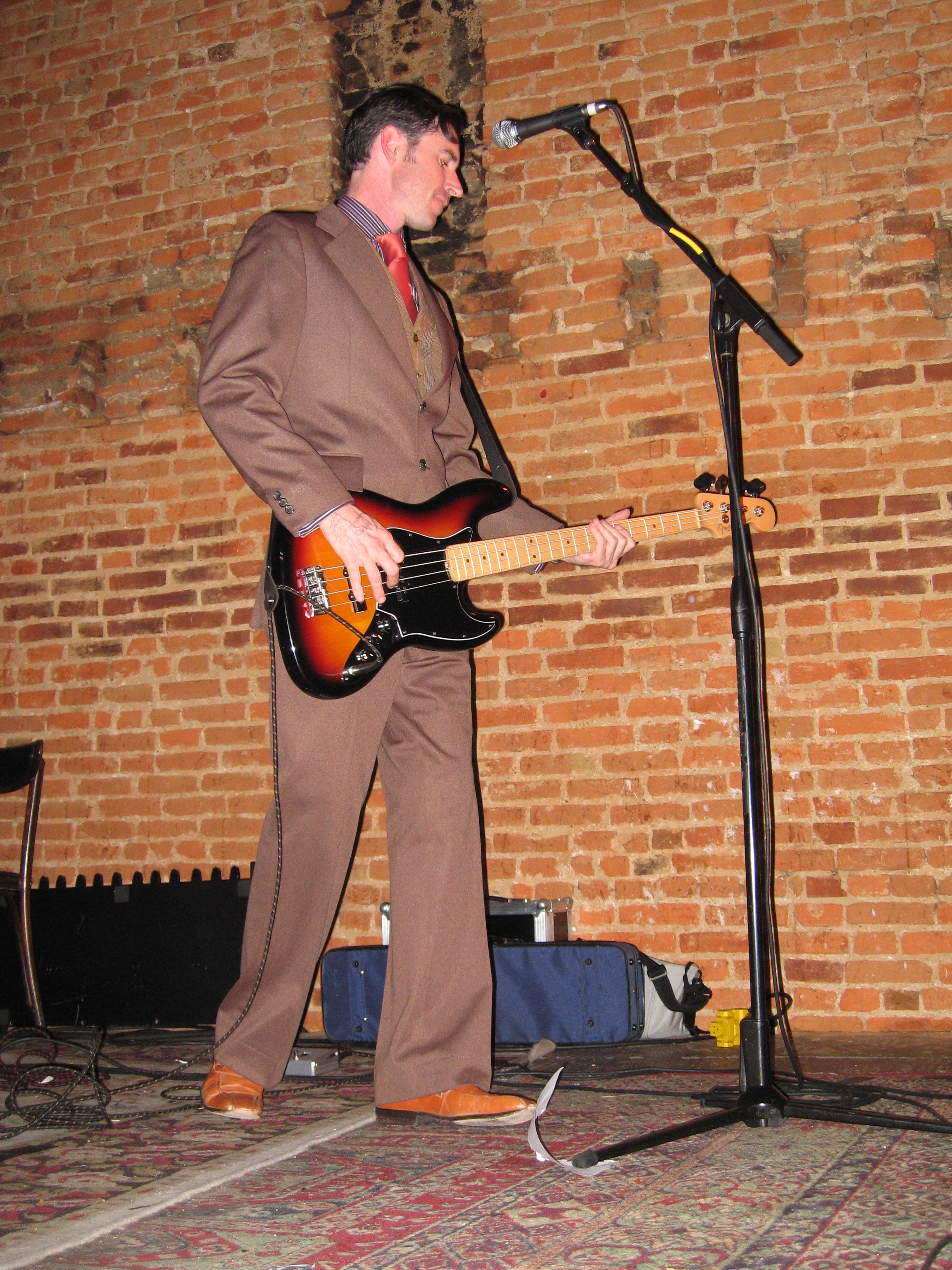
Peter Hughes en 2007

En 1995 sort l'album Sweden, chez Shrimper Records. Son enregistrement est suivi de près par celui d'une suite, nommée Hail and Farewell, Gothenburg, qui n'est jamais publiée. Elle ne devient accessible au grand public qu'à la suite d'une fuite. En 1996, les Mountain Goats sortent l'album Nothing for Juice. Rachel Ware quitte le groupe, et le bassiste Peter Hughes la remplace dès l'album suivant, Full Force Galesburg, qui sort en 1997.
Leur album suivant, The Coroner's Gambit, est publié en octobre 2000,. La plupart des chansons de celui-ci sont enregistrées sur la radio-cassette Panasonic RX-FT500 de Darnielle, qui ajoute un fort bruit de fond aux enregistrements.

### All Hail West TexasetTallahassee(2001-2003)
Deux nouveaux albums des Mountain Goats sortent en 2002: All Hail West Texas et Tallahassee. All Hail West Texas est intégralement enregistré sur la radio-cassette de Darnielle,. Tallahassee est le premier album des Mountain Goats enregistré avec un groupe de musiciens complet et en studio. C'est le premier album produit avec un label majeur, qui marque le début de la collaboration du groupe avec 4AD.
La même année sort Martial Arts Weekend, une collaboration entre Darnielle et Franklin Bruno sous le nom The Extra Glenns,.

### Les années 4AD (2004-2009)

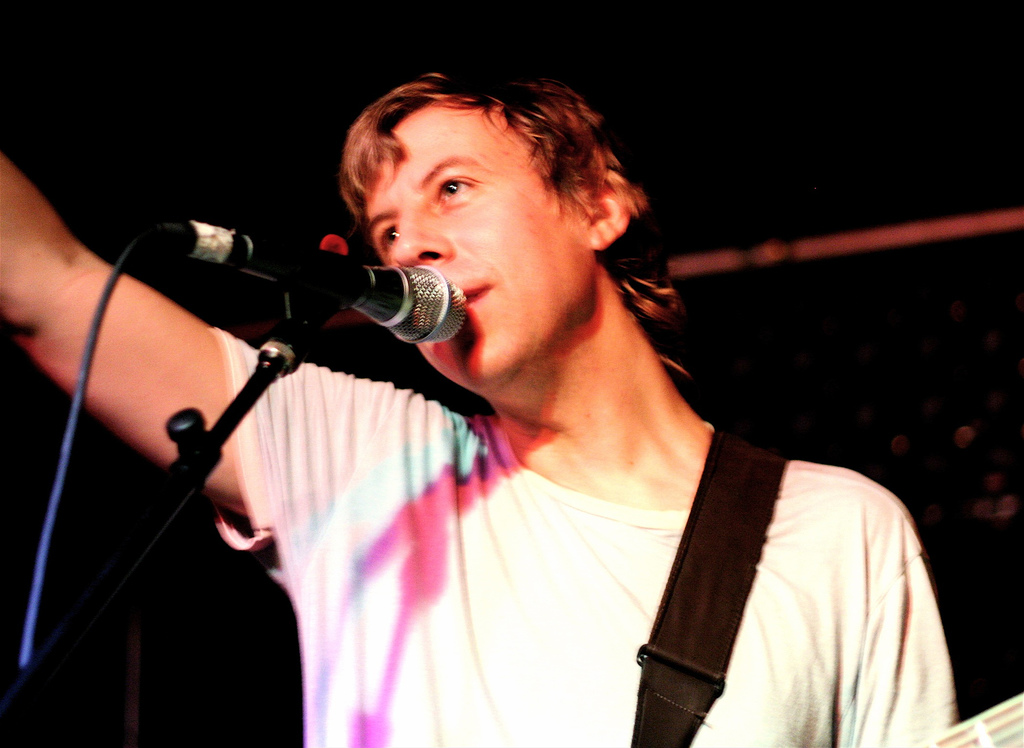
John Vanderslice en 2006

En 2004 sort l'album We Shall All Be Healed. C'est le premier album sur lequel travaille John Vanderslice. L'album raconte, selon Darnielle, « une sorte de fiction tirée de [sa] vie réelle ».
The Sunset Tree, leur album suivant, sort en 2005. Les paroles s'inspirent directement de l'enfance de Darnielle et de sa relation avec son beau-père violent,.
À partir de 2006, les Mountain Goats sont basés à Durham, en Caroline du Nord. Cette même année sort Get Lonely.
Le batteur Jon Wurster rejoint le groupe sur leur album suivant, Heretic Pride, qui sort début 2008.
Darnielle et Vanderslice collaborent ensuite sur l'EP Moon Colony Bloodbath, qui sort en 2009 en série limitée. L'album The Life of the World to Come, qui sort la même année, est constitué de 12 chansons, chacune tirant son titre d'un verset de la Bible chrétienne.

### Merge Records (2010-)
Les Mountains Goats signent avec le label Merge Records en 2010. En 2011 sort leur treizième album, All Eternals Deck,. Il est suivi en 2012 de Transcendental Youth.
Leur quinzième album, Beat the Champ, sort en avril 2015. L'album est centré autour du monde du catch professionnel, qui fascinait Darnielle dans son enfance. Matt Douglas, qui participe à l'enregistrement, devient ensuite un membre permanent du groupe.
En mai 2017 sort Goths, leur seizième album studio. Il est suivi de In League with Dragons en avril 2019,.
En mars 2020, alors que la pandémie de Covid-19 a mené à l'annulation de la tournée du groupe, Darnielle ressort la radiocassette avec laquelle il avait enregistré une partie de ses premiers albums, et crée 10 nouvelles chansons. L'album qui en résulte, intitulé Songs for Pierre Chuvin, sort le 10 avril 2020. En octobre de la même année, le groupe publie l'album Getting Into Knives,. Celui-ci a été enregistré début mars 2020, pendant la même session que l'album Dark in Here, qui sort en juin 2021,.
En juin 2022, le groupe annonce leur prochain album Bleed Out pour août de la même année, avec la sortie du single Training Montage,.

## Membres
- John Darnielle – chant, guitare, clavier
- Peter Hughes - basse, chœurs
- Jon Wurster – batterie
- Matt Douglas - flûte, saxophone, clarinette, guitare, clavier, chœurs

### Anciens membres et collaborateurs
- Rachel Ware - basse, chant (1992–1995)
- Bright Mountain Choir (Rachel Ware, Amy Piatt, Sarah Arslanian, Roseanne Lindley)
- North Mass Mountain Choir
- Franklin Bruno – piano
- Lalitree Darnielle – banjo
- Alastair Galbraith – violon
- Graeme Jefferies – guitare
- John Vanderslice
- Erik Friedlander – violoncelle
- Owen Pallett – cordes
- Scott Solter
- Alex Decarville
- Richard Colburn – batterie
- Christopher McGuire – batterie
- Nora Danielson – violon
- Maggie Doyle – keytar
- Kaki King
- Yuval Semo[44] - orgue, piano, arrangement de cordes

## Discographie

### Albums studio
- Zopilote Machine (1994)
- Sweden (1995)
- Nothing for Juice (1996)
- Full Force Galesburg (1997)
- The Coroner's Gambit (2000)
- All Hail West Texas (2002)
- Tallahassee (2002)
- We Shall All Be Healed (2004)
- The Sunset Tree (2005)
- Get Lonely (2006)
- Heretic Pride (2008)
- The Life of the World to Come (2009)
- All Eternals Deck (2011)
- Transcendental Youth (2012)
- Beat the Champ (2015)
- Goths (2017)
- In League with Dragons (2019)
- Songs for Pierre Chuvin (2020)
- Getting Into Knives (2020)
- Dark in Here (2021)
- Bleed Out (2022)
- Jenny from Thebes (2023)